# جميل عبد القادر أكبر
ولد جميل عبد القادر محمد عابد فاضل أكبر بمدينة الطائف في السعودية بتاريخ 23 رمضان 1373هجرية الموافق 26 مايو 1954 ميلادي. وعمل أستاذا بجامعة الدمام. كما درّس في معهد ماساتشوستس للتكنولوجيا وهي الجامعة التي تخرج منها بشهادة الدكتوراه. ولقد أمضى جل عمره في البحث في العمارة والتخطيط مما دفعه لدراسة التنمية الاقتصادية. وحصل على شهادة البكالوريوس من جامعة الملك سعود بالرياض في عام 1977، وعلى شهادتي الماجستير والدكتوراه من ماساستشوستس للتقنية معهد ماساتشوستس للتكنولوجيا (1984).

## المسيرة العلمية
ولعل من أهم مساهمات جميل أكبر في قضايا العمران اللافتة للنظر هي أهمية قياس المسؤولية بالجودة وتأثير ذلك على العمران. وكان هذا بالتركيز على تقصي طريقة توزيع الحقوق بين الناس والمؤسسات والسلطات. ولقد تطلب هذا دراسة الشريعة الإسلامية والنظم الوضعية المعاصرة من حيث الحقوق، فظهر كتابه الإنجليزي بعنوان: Crisis in the Built Environment: the Case of the Muslim City، ثم كتابه العربي: عمارة الأرض في الإسلام.
وبرغم انخراط جميل أكبر في بعض الأعمال الأكاديمية الإدارية مثل عمله كوكيل لكلية أو رئيس قسم أو رئيساً لمجلس إدارة الجمعية السعودية لعلوم العمران، أو رئيساً لفريق التحرير لمشروع خادم الحرمين الشريفين إلا أن جل اهتمامه كان في البحث في الحقوق بين الحضارات المختلفة مما دفعه لدراسة الاقتصاد وطرق الإنتاج والتاريخ الإسلامي من الناحية اقتصادية. فظهر كتابه قص الحق . وحتى الآن كتب 12 فضلاً وبقيت لهُ ستة فصول، وهو حالياً باحث متفرغ لإتمام الكتاب.

## الجوائز
حصل على جائزة الملك فهد للعمارة الإسلامية سنة 1986 ثم على الجائزة الأولى لمنظمة العواصم والمدن الإسلامية سنة 2007، إلا أن الجائزة التي يفتخر بها دائما هي رسالة توصية له من أستاذه الذي درّس معه في معهد ماساتشوستس للتكنولوجيا وهو الأستاذ جون هبراكن N. John Habraken والذي درس في معهد ماساتشوستس للتكنولوجيا لمدة 14 سنة وكان رئيسا لقسم العمارة وقال في الرسالة: "لا أظن أنني طيلة حياتي التدريسية لقيت طالباً آخر طابق مزج المهارة البحثية مع المقدرة على التنظير كما أحضر معه جميل أكبركما إلى معهد ماساتشوستس للتكنولوجيا

## المنشورات
الكتب
- جميل أكبر: قص الحق: العقل وحتمية الفساد، لم يطبع بعد، لكنه في الأنترنت 2014 الرابط
- جميل أكبر: عمارة الأرض في الإسلام، 1992 طبع عدة مرات، وهو في الأنترنت الرابط
- أكبر، جمال أ. «أزمة البيئة العمرانية: حالة المدينة الإسلامية»، نشرته شركة كونسبت ميديا (ناشرو مجلة معمار)، سابقًا في سنغافورة، وانتقلت إلى إنجلترا، ISBN 9971848694 ؛ وزعت من خلال. بريل، ليدن، هولندا عام 1988 الرابط غلاف ISBN

المقالات
- أكبر، ج. «العمران والاستدامة» وقائع المؤتمر الأول للإسكان الذي نظمه برنامج الشيخ زايد بن سلطان للإسكان، بالتعاون مع موئل الأمم المتحدة. أبو ظبي، 13-15 أكتوبر
- أكبر، ج. «البيئة المبنية الإسلامية التقليدية: نموذج بديل». مجلة المشروع الكبير، دبي.
- أكبر، ج. "مزايا مواقع المدن". الششتاوي، يوسف (محرر)، تخطيط مدن الشرق الأوسط: مشهد حضري في عالم معولم ". لندن، روتليدج، 2004، ص 22 - 28. أعيد طبعه في مجلة البيئة والمجتمع، يونيو 2008.
- أكبر، ج. «التعلم من التقاليد: توفير الأراضي والنمو السكاني - حالة المملكة العربية السعودية». مجلة
- جامعة الملك سعود. المجلد 14، ص 41-58.
- أكبر، ج. “قصور العقل والتخلف العمراني” 115-147 في مجلة جامعة الملك سعود. المجلد 12، ص.
- أكبر، ج. «العقلانية: آفة البيئة المبنية للمسلمين». في O’Reilly، W. (محرر)، الهندسة المعمارية
- المعرفة والتنوع الثقافي. لوزان، سويسرا، Comportements. ص 127 - 133
- أكبر، ج. «إعادة تأهيل كسور، وادي درعة، المغرب»، في عظيم نانجي (محرر)؛ نبني للغد. إصدارات الأكاديمية، لندن، 1994.
- أكبر، ج. «هل هناك مدينة اسلامية؟» في مجلة جامعة الملك سعود المجلد. 6، العمارة والتخطيط، 1994. ص 3 - 28.
- أكبر، ج. «البوابات كعلامات على الحكم الذاتي في المدن الإسلامية،» المقرنصات: نشرة سنوية عن الفن والعمارة الإسلامية،
- نشره إي جيه بريل، في 10، ص 141 - 147.
- الساعاتي، أ، أكبر، ج. «دور المصممين المحترفين في العالم الإسلامي»، Open House International ، المجلد. 18، رقم 1، 1993، نيوكاسل أبون تاين، المملكة المتحدة، ص 28 - 32.
- أكبر، ج. «فقدان الاهتمام: آفة المدينة الإسلامية،» Open House International ، المجلد. 14، العدد 3، 1989، نيوكاسل أبون تاين، المملكة المتحدة ص 28 - 35
- Akbar, J., “Law and the Environment in the Middle East,” Open House International, Vol. 14, No.2, 1989, Newcastle upon Tyne, UK.,pp. 3
- Akbar, J., “Party Walls and Adaptability: the Case of the Muslim Environment,” Open House International, Vol. 13 No. 4, 1988, Newcastle upon Tyne, UK.,pp. 25–28.
- أكبر، ج. «خطّة والبنية الإقليمية للمدن الإسلامية المبكرة»، المقرنصات: نشرة سنوية حول الفن والعمارة الإسلامية، نشرها إي جي بريل، في 6، ص 22 - 32.
- أكبر، ياء، «تصميم دعم لبيوت الفناء»، الرياض، المملكة العربية السعودية؛ Open House، V. 5 No. 4، 1980، Eindhoven، Holland، pp.2–15

الاوراق البحثية
- أكبر، ياء؛ «العمران واله»، في الاجتهاد في قضايا الصحة والبيئة والعمران. انطلاقا من مؤتمر عقد في إربد، الأردن، نظمته جامعة اليرموك، 3-5 مايو 2003
- أكبر، ج. «آليات الابداع في العمارة الإسلامية،» اشكالية النذير والتطبيق في العمارة التقليدية. وقائع مؤتمر عقد في البحرين بين 16 و 18 يناير 1995 م أعيد نشره في مجلة المدينة العربية.
- أكبر، ج. «العمران وانماط الملكية»، ورقة قدمت في مؤتمر أصيلة، المغرب، 6-8 أغسطس 1994.
- أكبر، ج. “ازمات الهوية العمرانية”. ورقة بحثية قدمت في مؤتمر الأسبوع المعماري السابع في نقابة المهندسين الأردنيين الذي عقد في عمان-الأردن آب 1993. نشرت في مجلة المهندس الأردني آب 1993. *
- أكبر، ج. «تراكم القرارات: إستراتيجية تصميم»، نظريات ومبادئ التصميم في عمارة المجتمعات الإسلامية، وقائع الندوة التي عقدت في هارفارد يو، ومعهد ماساتشوستس للتكنولوجيا، تم تحريره بواسطة إم. ب. سيفسينكو؛ كامبريدج، ماساتشوستس، 1988، ص 107 - 114.
- أكبر، ج. «تعليم العمارة في المملكة العربية السعودية»، تعليم العمارة في العالم الإسلامي، وقائع مؤتمر عقد في غرناطة، إسبانيا، تحرير أ. إيفين، نشرته شركة كونسبت ميديا، سنغافورة، 1986، ص 123 -130.
- أكبر، ج. «المسؤولية والعمارة: دراسة لطريق غير نافذ» (المسؤولية والبيئة: دراسة الشارع المسدود)، مقدمة لندوة عقدت في كلية العمارة والتخطيط، جامعة الملك سعود، الرياض، السعودية. شبه الجزيرة العربية
- أكبر، ج. «منازل الفناء: دراسة حالة من الرياض، المملكة العربية السعودية»، المدينة العربية، طابعها وتراثها الإسلامي، وقائع ندوة AU

منشورات أخرى
- أكبر، ج. الحتمية المعمارية، دار، قسم الهندسة المعمارية ، الملك فيصل يو ، أكتوبر 1988، المجلد الأول ، ص 8-9.
- مناقشات جماعية حول الإقليمية في الهندسة المعمارية: تم تحرير وقائع ندوة عقدت في دكا ، بنغلاديش

بقلم روبرت باول ، ص 173 - 4.
- Habraken, N. J., Liu, L., and Akbar, J., Thematic Design: Class Notes, Department of Architecture, MIT, 1982.

## وصلات خارجية
- https://www.amazon.com/Crisis-Built-Environment-Case-Muslim/dp/9004087583/ref=sr_1_1?ie=UTF8&qid=1481798680&sr=8-1&keywords=jamel+akb
- https://dammamu.academia.edu/JamelAkbar
- https://telegram.me/jamelakbar
- Planning Middle Eastern cities
- Jamel Akbar
- المتحدثون الرئيسيون
- العمارة الإسلامية -2-
- Is There an Islamic City?